# П'єр Гамарра

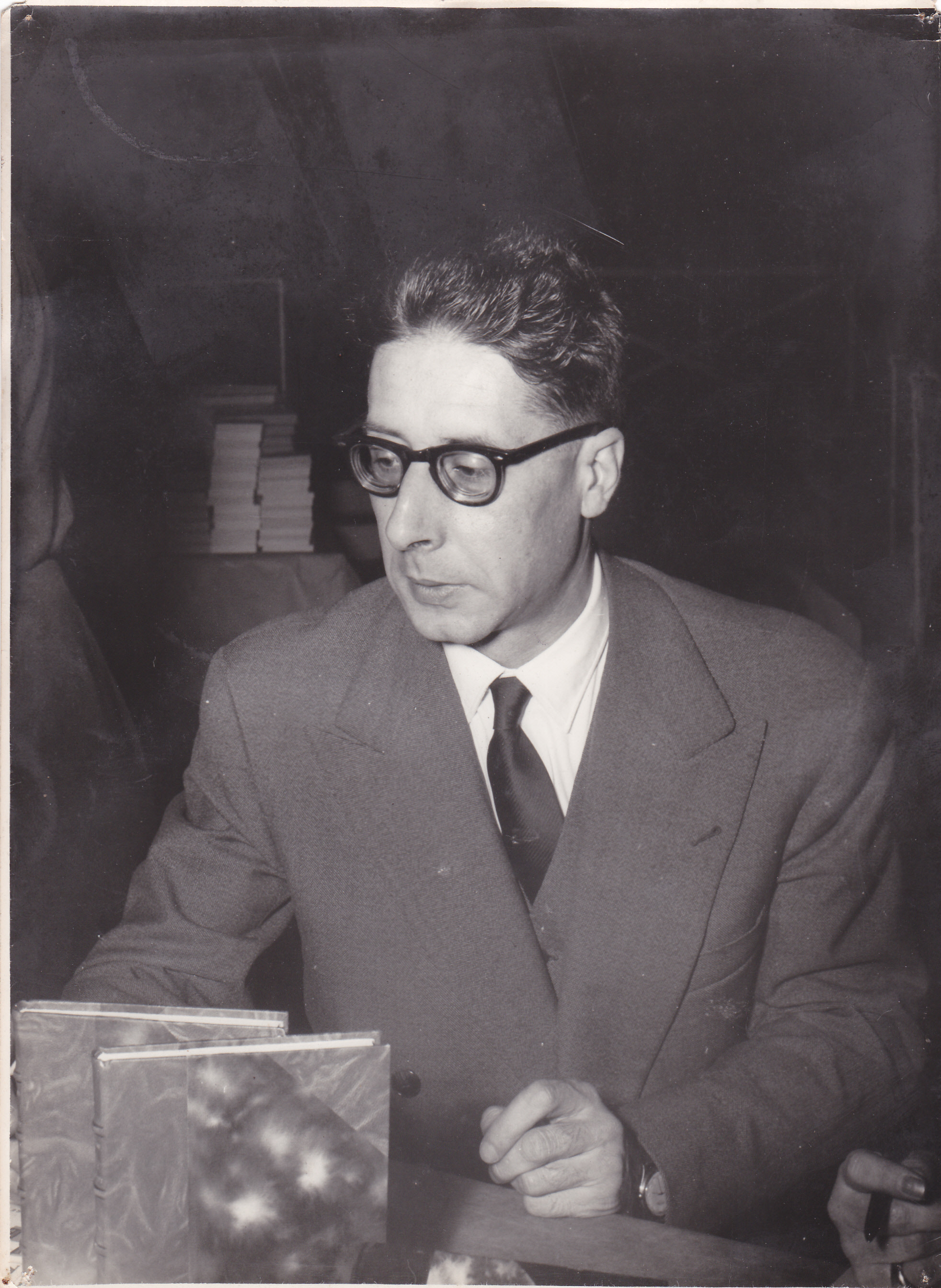
П'єр Гамарра (1953)

П'єр Гамарра (фр. Pierre Gamarra, 10 липня 1919 — пом.20 травня 2009) — французький письменник, есеїст та критик.

## Життєпис
П'єр Гамарра народився в Тулузі 10 липня 1919 року. У 1938-1940 роках працював учителем на півдні Франції. Під час німецької окупації приєднався до різних груп Опору в Тулузі, брав участь у написанні та розповсюдженні підпільних видань. Це привело його до кар'єри журналіста, а потім письменника, і літературного журналіста.

## Українські переклади
- «Вбивці — Ґонкурівська премія» (1966)[6]

## Виноски
1. 1 2 3  Fichier des personnes décédées mirror
2. 1 2  Гамарра Пьер // Большая советская энциклопедия: [в 30 т.] / под ред. А. М. Прохорова — 3-е изд. — Москва: Советская энциклопедия, 1969.
3. 1 2 3  Bibliothèque nationale de France BNF: платформа відкритих даних — 2011.
4. ↑  Deutsche Nationalbibliothek Record #142553743 // Gemeinsame Normdatei — 2012—2016.
5. ↑  Alex, Editions; rines (15 січня 2016). Pierre Gamarra à Bessens. Éditions Alexandrines (fr-FR) . Процитовано 30 березня 2023.
6. ↑  Worldcat.